# Roy Nash
Roy Nash (12 de febrero de 1973) es un deportista británico que compitió en tiro con arco, en la modalidad de arco recurvo.
Ganó una medalla de plata en el Campeonato Europeo de Tiro con Arco al Aire Libre de 2004 y una medalla de bronce en el Campeonato Europeo de Tiro con Arco en Sala de 2002, ambas en la prueba de equipo.

## Palmarés internacional
| Campeonato Europeo al Aire Libre | Campeonato Europeo al Aire Libre | Campeonato Europeo al Aire Libre | Campeonato Europeo al Aire Libre |
| Año                              | Lugar                            | Medalla                          | Prueba                           |
| -------------------------------- | -------------------------------- | -------------------------------- | -------------------------------- |
| 2004                             | Bruselas (Bélgica)               | Medalla de plata                 | Equipo                           |
| Campeonato Europeo en Sala       |                                  |                                  |                                  |
| Año                              | Lugar                            | Medalla                          | Prueba                           |
| 2002                             | Ankara (Turquía)                 | Medalla de bronce                | Equipo                           |